# Framtidens kultur
Framtidens kultur var en svensk statligt kontrollerad stiftelse som åren 1994-2011 betalade ut ekonomiskt stöd till kulturprojekt. Stiftelsen tilldelades 500 miljoner svenska kronor ur löntagarfonderna vid deras avskaffande 1994.[källa behövs] Med tillkommande avkastning på kapitalet över tiden betalade Framtidens kultur ut cirka 900 miljoner kronor i ekonomiskt stöd. Stiftelsen stängde för ytterligare ansökningar 2009 och slutförde de sista utbetalningarna och avvecklades 2011.
Vid avvecklingen bestod styrelsen av 
- Eva Redhe Ridderstad
- Zanyar Adami
- J P Bordahl
- Lars Hjertén
- Gertrud Sandqvist

Jonas Andersson var VD.

## Kulturbryggan
Sedan stiftelsens medel uttömts lät regeringen bilda en kommitté, Kulturbryggan, som under en tvåårsperiod 2011-2012 dels skulle utreda lämpliga former för framtida kulturstöd, dels betala ut 50 miljoner kronor som regeringen tilldelat kommittén samt tillkommande privata donationer i kulturstöd.